# Homer vs. Dignity
Homer vs. Dignity, llamado Homer contra la dignidad en España y Homero contra la dignidad en Hispanoamérica, es un episodio perteneciente a la temporada N°12 de la serie animada Los Simpson, estrenado en Estados Unidos el 26 de noviembre de 2000 y el 5 de agosto de 2001 en Hispanoamérica. Fue escrito por Rob LaZebnik, dirigido por Neil Affleck y la estrella invitada fue Leeza Gibbons como sí misma. En el episodio, Homer comienza a trabajar como bufón del Sr. Burns, perdiendo su dignidad.

## Sinopsis
Todo comienza cuando, por haberse sacado un 10 en una prueba de Astronomía, Bart es llevado al restaurante "La Chuleta Cantante" a cenar, pero la tarjeta de crédito de Homer es rechazada. Muy pronto, él y Marge se dan cuenta de que de que la familia tiene problemas financieros, por lo que van a ver a una consultora, quien les dice que deben aprender a ahorrar. Homer decide armarse de valor para pedirle un aumento al Sr. Burns. 
Por otro lado, Burns está tranquilo en su oficina y en eso, Smithers le pide que lo deje tomarse unos días fuera de la planta nuclear para cumplir su sueño de ser actor y director de una obra teatral. Sin poder hacer nada para ignorarlo, Burns permite que Smithers se vaya lo que lo permite tener libertad en la planta. De repente, Homer se encuentra en el comedor con Burns para pedirle el aumento y después una cantidad de bromas pesadas, Burns lo convierte en su "bufón o mono" particular. El jefe le paga a Homer cada vez que este lo entretiene, haciendo cosas vergonzosas en público. 
Un día, Burns le pide a Homer que se disfrace de oso panda para ser encerrado con un verdadero panda en una jaula en el zoológico de Springfield. Homer, para entretener al público que había ido a ver al supuesto nuevo oso, baila pero los cuidadores creen que está enloqueciendo por lo que recibe choques eléctricos y es abusado sexualmente por el Panda creyendo este último que Homer disfrazado era una hembra. Finalmente, cuando logra escapar de la jaula, se encuentra con Lisa, quien le hace ver que la dignidad es más importante que el dinero. Homer decide renunciar a seguir entreteniendo a Burns y dona todo su dinero mal habido para comprar regalos de Navidad para los niños carenciados. En la tienda de juguetes, el dueño queda asombrado por la generosidad de Homer, y le propone ser el Santa Claus del desfile del Día de Acción de Gracias de ese año.
Homer se prepara para vestirse de Santa y arrojarle regalos al público desde su carro alegórico, pero, antes de que pueda hacerlo, su carruaje es interceptado por el del Sr. Burns. Este le propone a Homer pagarle un millón de dólares si le arrojaba al público, en lugar de regalos, tripas de pescado. Homer duda por un momento y al parecer lo hace.
Finalizando el episodio, aparece el disfrazado Santa Claus arrojando tripas de pescado al público. Lisa cree que su padre lo hizo por dinero pero Homer la sorprende diciéndole que no fue así, conservando su dignidad. En realidad, era el Sr. Burns, quien disfrazado, arrojaba las tripas, deleitándose en su broma. Curiosamente, una cantidad de tripas le llega a toda la familia Simpson pero a Homer no parece importarle.